# Valdestillas (kommunhuvudort)
Valdestillas är en kommunhuvudort i Spanien.   Den ligger i provinsen Provincia de Valladolid och regionen Kastilien och Leon, i den centrala delen av landet, 150 km nordväst om huvudstaden Madrid. Valdestillas ligger 702 meter över havet och antalet invånare är 1 683.
Terrängen runt Valdestillas är platt. Runt Valdestillas är det ganska glesbefolkat, med 43 invånare per kvadratkilometer. Närmaste större samhälle är Laguna de Duero, 12,3 km norr om Valdestillas. Trakten runt Valdestillas består till största delen av jordbruksmark.